# Oas (skulptur)

Oas är en skulptur i Kungens kurva, Huddinge kommun. Oas anlades 2009 efter ritningar av konstnären och formgivaren Thomas Nordström i samarbete med landskapsarkitekt Torsten Wallin. 

## Beskrivning
År 2003 fattade Huddinge kommunstyrelse beslut om  ”Program för utformningen av den offentliga miljön i Kungens kurva”. Programmets syfte är att ge underlag för att gestaltningsmässigt förbättra den offentliga miljön i Kungens kurva. En del av programmet var även att gestalta ett antal cirkulationsplatser, till dessa hörde rondellen Kungens kurvaleden/Smistavägen. Uppdraget gick till Thomas Nordström och Torsten Wallin. 
Resultatet blev Oas bestående av ett miniatyrlandskap med intilliggande damm och i rondellens mitt kullar i organiskt mjuka former. I landskapet “växer” 15 fantasiplantor i rostfritt stål. Knopparna är i tre olika storlekar och stjälkarna har olika längder och krökningar. Knopparna belyses med LED-ljus inifrån.

## Bilder

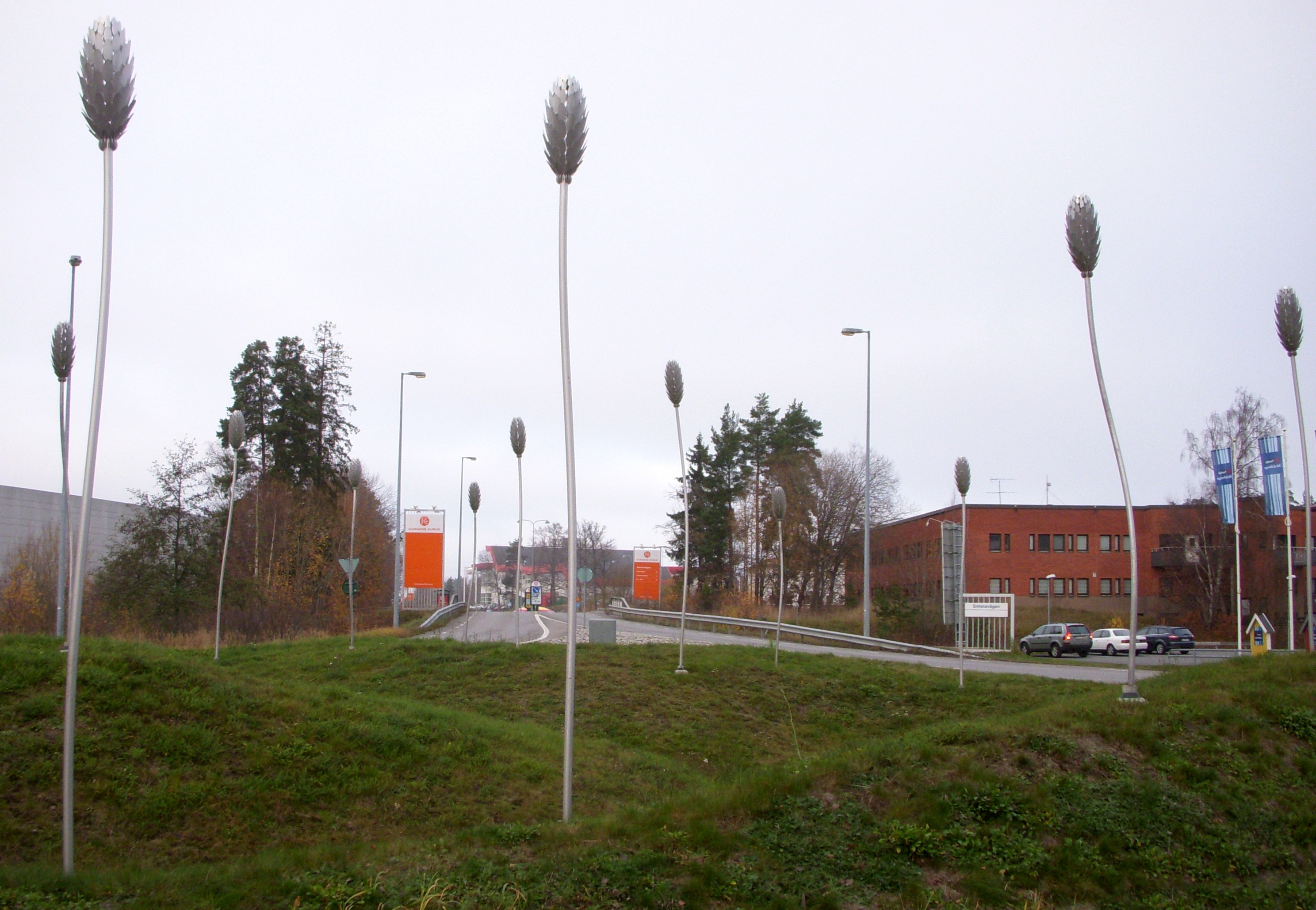
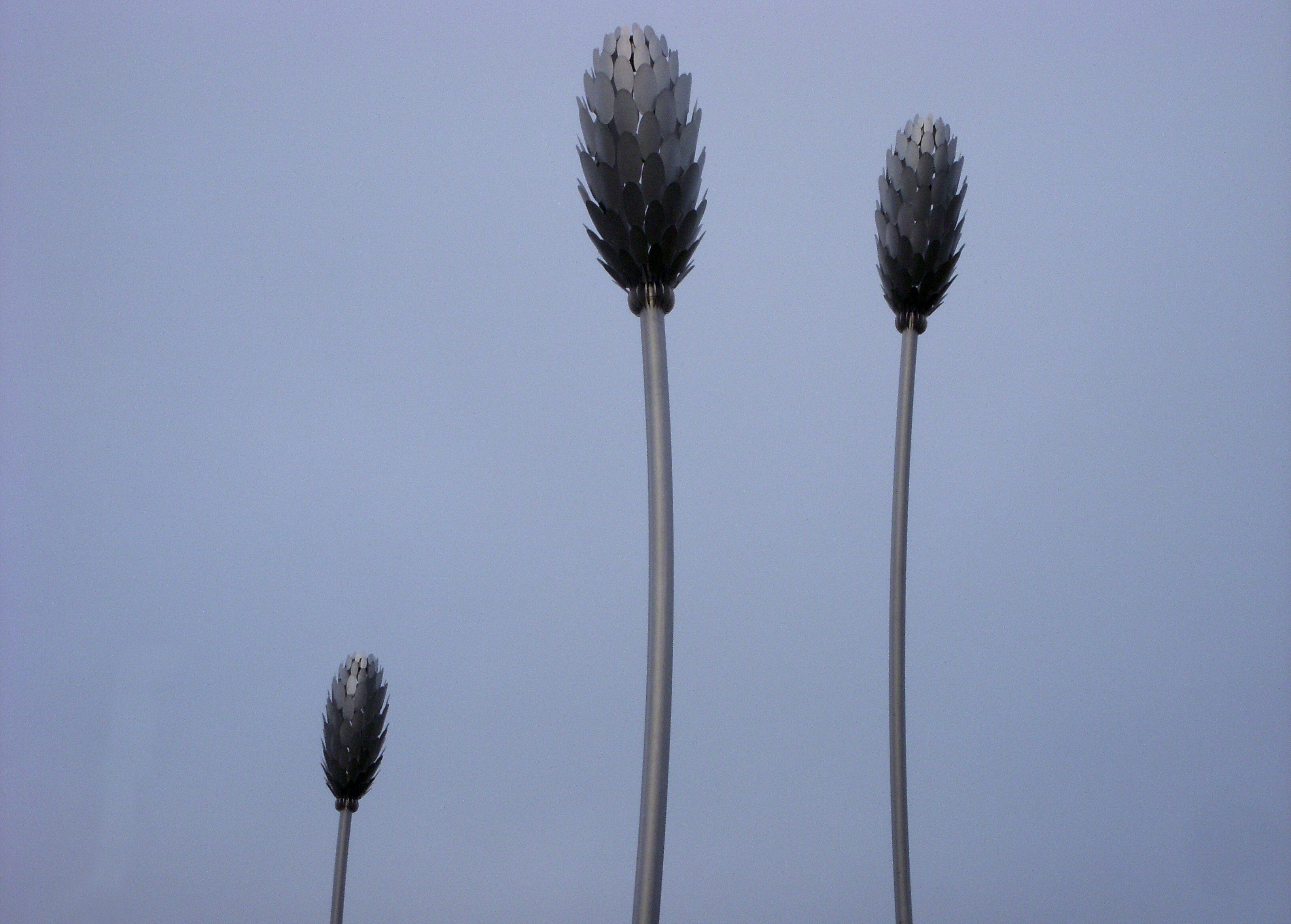
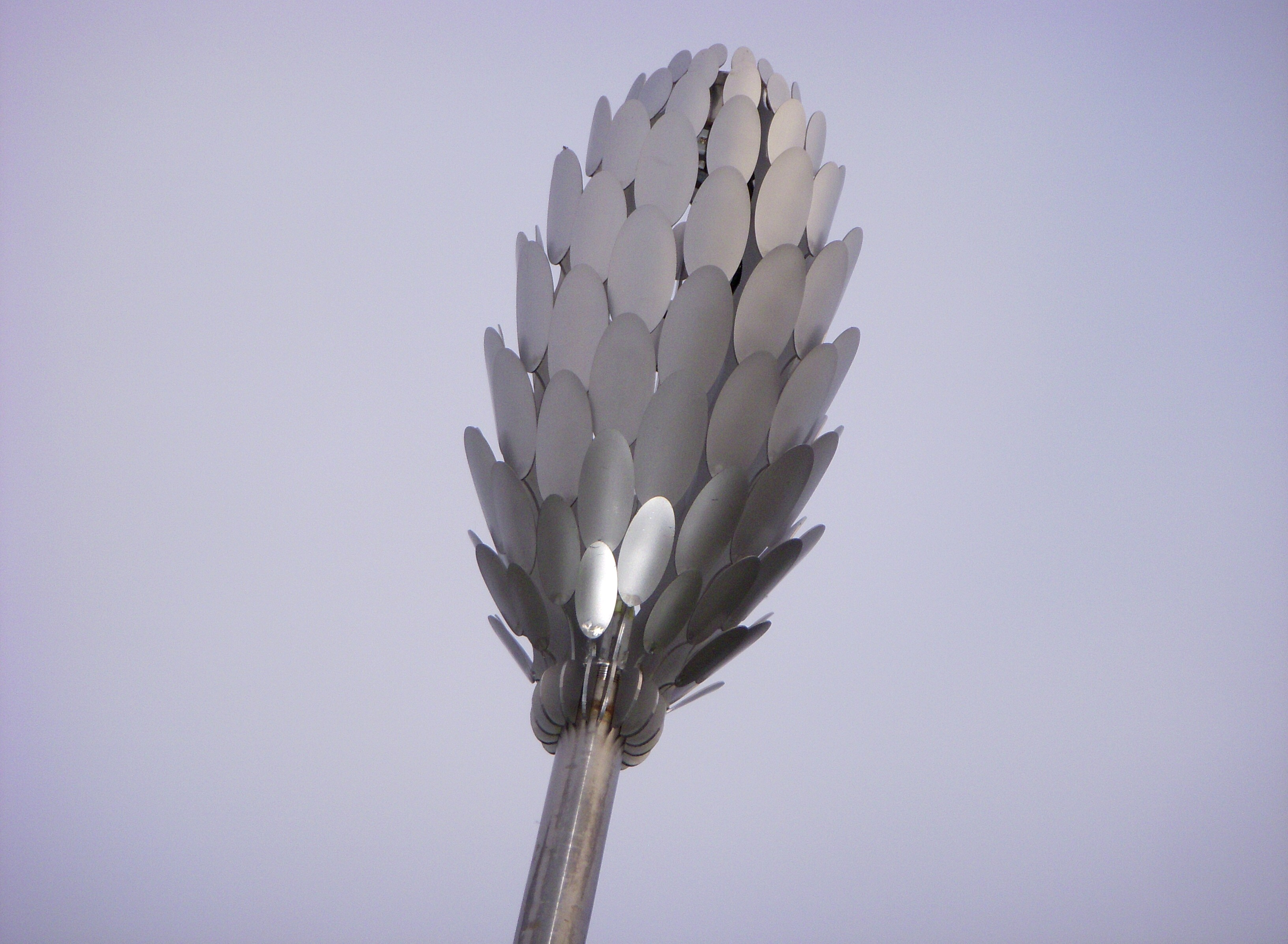
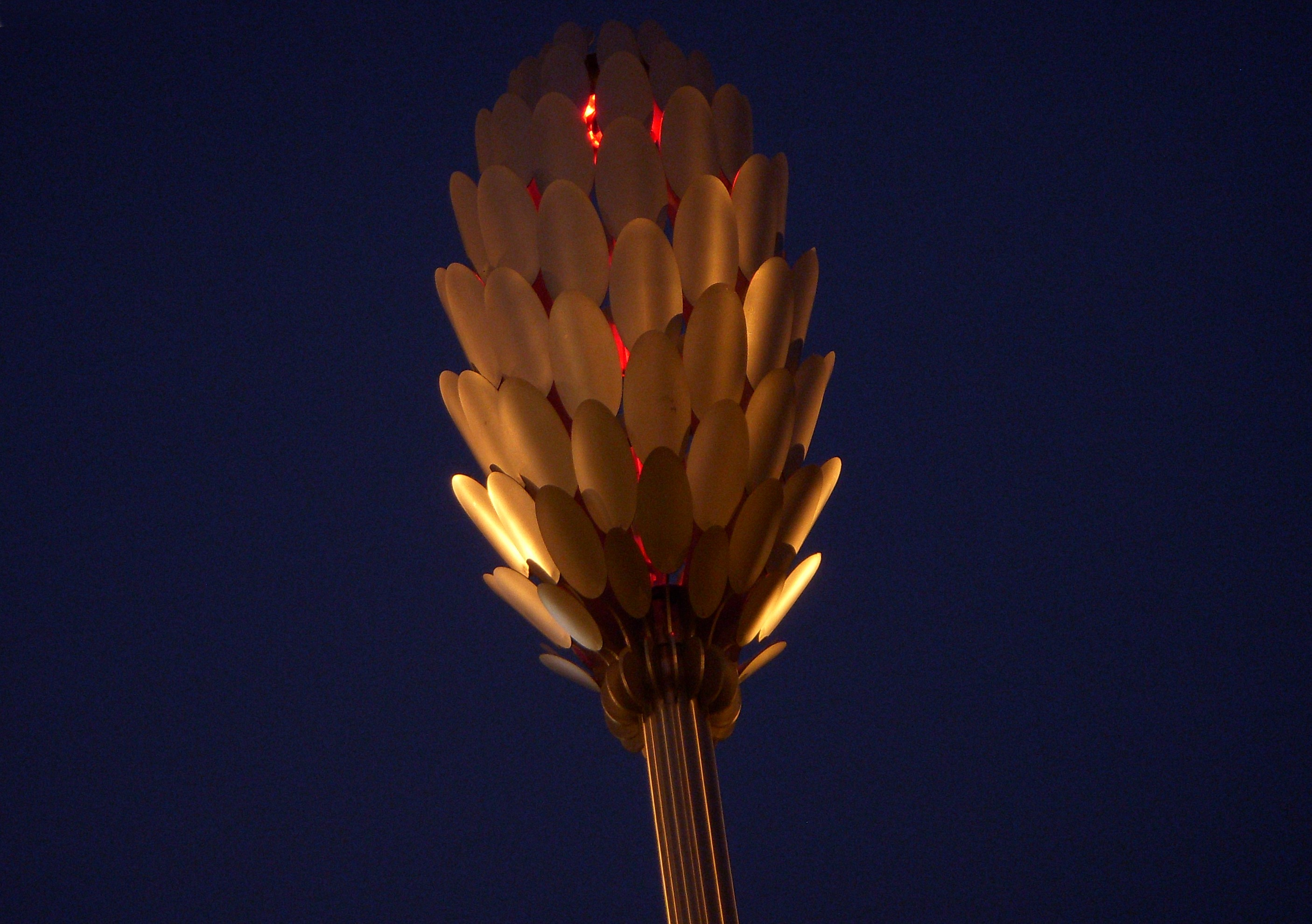